# Alchemilla schistophylla
Alchemilla schistophylla es una especie de planta del género Alchemilla, perteneciente a la familia Rosaceae.

## Taxonomía
Alchemilla schistophylla fue descrita por Serguéi Yuzepchuk en 1933.

## Distribución
Se encuentra en el territorio centro y este de la parte europea de Rusia.